# CoVLP
CoVLP (Handelsname: Covifenz) ist ein SARS-CoV-2-Impfstoff, der von Medicago und GlaxoSmithKline (GSK) entwickelt wurde. Die Bezeichnung ist eine Abkürzung von Coronavirus Virus-Like Particle, womit auf  Virusartige Partikel als Wirksubstanz hingewiesen wird. Diese werden aus einer in Australien vorkommenden Wildpflanze, Nicotiana benthamiana, gewonnen.

## Wirkungsweise

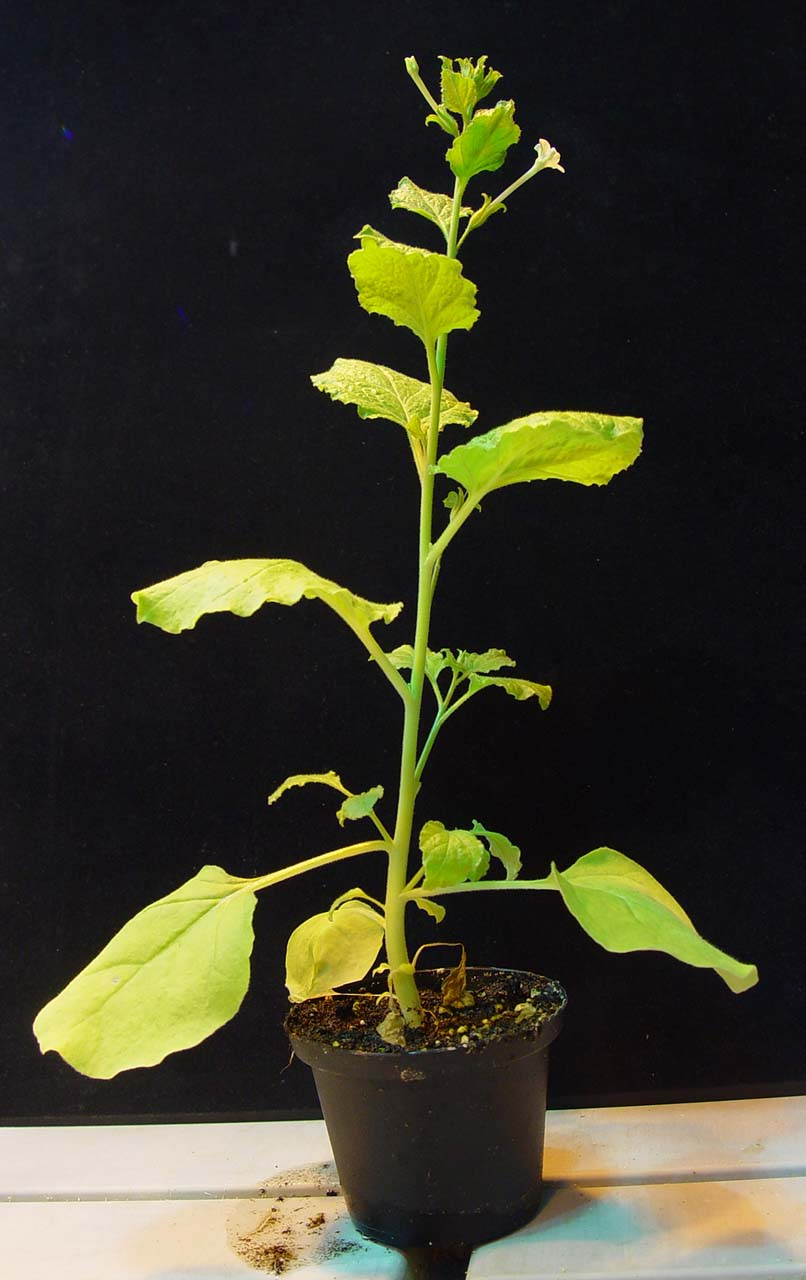
Nicoatiana benthamiana, die von Medicago zur schnellen Produktion von CoVLP verwendet wird.

CoVLP besteht aus einem molekularen Komplex, der einem Virus ähnelt, aber nicht infektiös ist, da es kein virales genetisches Material enthält. Es verwendet rekombinante SARS-CoV-2-Spike-Glykoproteine. Die virusartigen Partikel werden hergestellt, indem ein mit Genen des Virus-Bakteriums geschaffenes Bakterium erzeugt wird, das die Bakterien in Nicotiana benthamiana-Pflanzen einlagert. Die Pflanzen nehmen das Bakterienvirus auf und erzeugen in ihren Blättern die virusartigen Partikel, die daraus extrahiert werden können.
Bereits seit den 1990er Jahren wird die Methode der Verwendung von Pflanzen, wie N. benthamiana, als „molekulare Landwirtschaft“ oder „pflanzliche Fabrik“ bezeichnet. Diese Form der Impfstoffherstellung bietet Vorteile der schnellen, kostengünstigen Produktion von Proteinen, großer Skalierbarkeit der Produktion und der Sicherheit der Verwendung von Pflanzen für pharmazeutische Produkte. Die Herstellung der virusähnlichen Partikeln erfolgt über kurze Inkubationszeiträume (Tage) und hoher Volumina, die eine schnelle Fertigungsfähigkeit für den SARS-CoV-2-Impfstoff ermöglichen. Er wird mit dem von GlaxoSmithKline hergestellten Adjuvans AS03 angereichert. Das GSK-Adjuvans soll die Immunantwort auf CoVLP verbessern, um die pro Dosis erforderliche Antigenmenge zu reduzieren, wodurch die Massenproduktion von Impfstoffdosen erleichtert wird.

## Phase-1-Studie
Im August 2020 begann eine Phase-1-Studie zu CoVLP an zwei Standorten in Québec, um die Sicherheitsaspekte und die Immunantwort zu bewerten.

## Phase-2/3-Studien
Im November 2020 startete Medicago-GSK eine klinische Phase-2/3-Studie von CoVLP, an der 30.918 Teilnehmer in drei kanadischen Provinzen und drei Standorten in den Vereinigten Staaten teilnahmen. Die Phase-3-Studie wurde am 16. März 2021 mit der gleichen Teilnehmerzahl begonnen. Versuchsreihen sind derzeit in Kanada, den Vereinigten Staaten, dem Vereinigten Königreich und Brasilien angemeldet. Zusätzliche Versuchsreihen sollen in den kommenden Wochen hinzu kommen.
Der neutralisierende Antikörpertiter und damit die Immunogenität des Impfstoffs war etwa zehnmal höher als derjenige von an COVIDA-19-Genesenen. Gleichzeitig wurden keine schweren unerwünschten Nebenwirkungen berichtet. Die Reaktogenität war im Allgemeinen von leichter Art und von mittlerer bis kurzer Dauer. Die gewählte Formulierung und das Dosierungsschema von CoVLP (zwei Dosen von 3,75 μg CoVLP in Kombination mit dem GSK-Pandemie-Adjuvans, im Abstand von 21 Tage) zeigt ein akzeptables Immunogenitäts- und Sicherheitsprofil bei gesunden Erwachsenen auf, sowohl bei der Alterskohorte 18–64, als auch bei über 65-jährigen und bei Erwachsenen mit Komorbiditäten. Eine einzelne Dosis von CoVLP mit AS03 induzierte eine signifikante IFN-γ-Reaktion in beiden Alterskohorten; Eine zweite Dosis steigerte erhebliche, ifn-γ- und IL-4-Antworten in beiden Alterskohorten. Erwachsene erzeugten eine stärkere IFN-γ- und IL-4-zelluläre Antwort als ältere Erwachsene nach einer oder zwei Dosen von AS03-adjuvantierter CoVLP.
Die Interimsdaten aus der Phase-2-Studie wurden am 17. Mai 2021 in MEDRXIV (noch ohne Peer-Review) veröffentlicht.

## Zulassung
| Staat  | Zulassung     | Quellen |
| ------ | ------------- | ------- |
| Kanada | 24. Feb. 2022 | [ 4 ]   |